# Pepita Reimundi
Pepita Reimundi Florensa (Lleida, 31 de gener de 1917 - Cambrils, 15 d'agost de 2009) fou una mestra i pedagoga socialista catalana.
Els pares regentaven el cafè del Centre Autonomista de Dependents del Comerç i de la Indústria, que disposava d'una excel·lent biblioteca. Estudià Magisteri a l'Escola Normal de Lleida. Fundà a Lleida del Partit Obrer d'Unificació Marxista i impulsà activitats sindicals, polítiques i culturals. Afiliada a la FETE-UGT des del 1934. Com a directora de l'escola de Balaguer, elaborà un reglament sense càstigs i introduí els tallers de preaprenentatge a partir dels treballs manuals i donant importància a les matemàtiques, el llenguatge, la geografia i la història. Acabada la Guerra Civil espanyola la condemnaren a mort en un consell de guerra. Finalment l'empresonaren sis anys.
Després continuà la seva tasca clandestinament i, amb el seu marit, Miquel Tufet, editaren el butlletí Espurna, un aparador ideològic del socialisme lleidatà. Represaliada, no pogué exercir de mestra fins a l'any 1973, en què es reincorporà a l'ensenyament, al col·legi dels Camps Elisis. El 1977 substituí Maria Rúbies al capdavant de l'Institut de Ciències de l'Educació a Lleida; és l'època de la recuperació de la llengua catalana i de molta feina per fer amb pocs recursos. Al cap de deu anys es retirà, però de seguida impulsà l'Aula d'Extensió Universitària de la Gent Gran de la Universitat de Lleida fins que es jubilà l'any 2004.

## Reconeixement i memòria
Va rebre el Premi Catalunya d'Educació 2005, atorgat per Òmnium Cultural.
Una plaça de la ciutat de Lleida, la plaça de Pepita Reimundi, recorda la seva figura i el seu llegat. Una de les sales de la nova Llotja, la sala VIP, porta el nom de Pepita Reimundi.